# Арсе, Дионисио
Дионисио Арсе (исп. Dionisio Arce; 14 июня 1927, Сан-Хуан Баутиста — 5 ноября 2000, Браччано) — парагвайский футболист, нападающий. После завершения карьеры игрока работал тренером.

## Карьера
Дионисио Арсе начал карьеру в клубе «Спортиво Лукеньо». Тогда же он попал в сборную Парагвая. С национальной командой форвард играл на чемпионате Южной Америки. Там форвард провёл 6 игр, в которых забил 7 голов, три из которых во встрече с Чили. Парагвайцы на турнире заняли второе место. После окончания чемпионата, контракт форварду предложил контракт итальянский «Лацио». Дионисио пользовался такой популярностью в Луке, что когда он уезжал на автобусе в Асунсьон, болельщики «Спортиво» пытались проколоть шины, чтобы добиться опоздания нападающего на автобус.
В декабре 1949 года Арсе стал игроком «Лацио», заплатившим за трансфер форварда 15 тыс долларов. 12 февраля следующего года он дебютировал в команде в матче с «Падовой», в котором «бьянкочелести» победили 4:0. В клубе форвард создал пару с другим форвардом, Норбертом Хеффлингом. Причиной ухода форварда стал взрывной характер Арсе: он постоянно конфликтовал с тренером Марио Спероне, а 22 октября 1950 года в матче «Лацио» и «Сампдории» Дионисио бросил мяч в лицо арбитру Массаи, за что его дисквалифицировали на 5 игр. Также Дионисио задерживали за драку, учинённую им в центре Рима. Ну а главной причиной назвались недоказанные романтические отношения Арсе и жены Хеффлинга. Всего за «Бело-голубых» парагваец провёл 28 игр и забил 9 голов.
В 1951 году он перешёл в «Наполи», проведя за клуб лишь 11 игр и 2 мяча. Также неудачным было его выступление за «Сампдорию» — только 5 встреч. В 1953 году Арсе стал игроком «Новары». Там он выступал с ветераном итальянского футбола, Сильвио Пиолой. За эту команду футболист сыграл 71 матч и забил 23 гола. Затем он выступал за «Торино», дебютировав во встрече с «Фиорентиной» 30 сентября 1956 года. Завершил карьеру Арсе в клубах «Палермо» и СПАЛ.